# 과잉수정
과잉수정(영어: hypercorrection)은 어느 어형·어법·문법·발음이 올바름에도 불구하고 사회적으로 권위 있는 언어(공통어·표준어·문어·아어 따위)를 기준으로 한 유추에 따라 오용된 것이라고 착각하여 오히려 올바르지 않은 꼴로 바꾸어 사용하는 일이다. 과잉교정 또는 과수정이라고도 한다.

## 한국어의 예
- 아래아의 오용.
- 역구개음화.

## 영어의 예
- 좀 더 표준적으로 느껴진다는 이유로, 목적어의 자리에서 "you and me"를 "you and I"로 오용하는 경우가 있으며, 셰익스피어의 《베니스의 상인》의 한 구절에서도 그 예를 볼 수 있다. en:Between you and I를 참조.
- 코크니 따위의 일부 영국 영어에서는, 어두의 h의 발음이 탈락하는 현상이 있다(예: have→ave). 그 때문에 h의 탈락이 일어나는 화자가 규범직인 영어를 발화하려고 할 때, 본래 h가 붙지 않는 단어에까지 과잉적용해버리는 일이 있다. en:H-dropping을 참조.
- 옴부즈만 (ombudsman)이라는 단어가 스웨덴어에서 차용되었을 때, ombuds + man으로 해석되어 옴부즈워먼(ombudswoman)이나 복수형인 옴부즈멘(ombudsmen)이라는 어형이 생겨냈다. 더욱이 근년에는 정치적 올바름의 관점에서 옴부즈퍼슨(ombudsperson) 따위로 치환되는 움직임이 일어나고 있다.
- 영어에서 w는 [w], v는 [v]의 발음을 표하는 알파벳이지만, 독일어에서는 w가 [v]의 발음을 표하는 알파벳이며, v는 [f]의 발음을 표한다. 그렇기 때문에 독일어 화자가 영어를 발화할 때, 발음의 차이를 과잉으로 의식하여, 오히려 v와 w를 혼동하는 경우가 있다(예: village→willage, very→wery).

## 중국어의 예

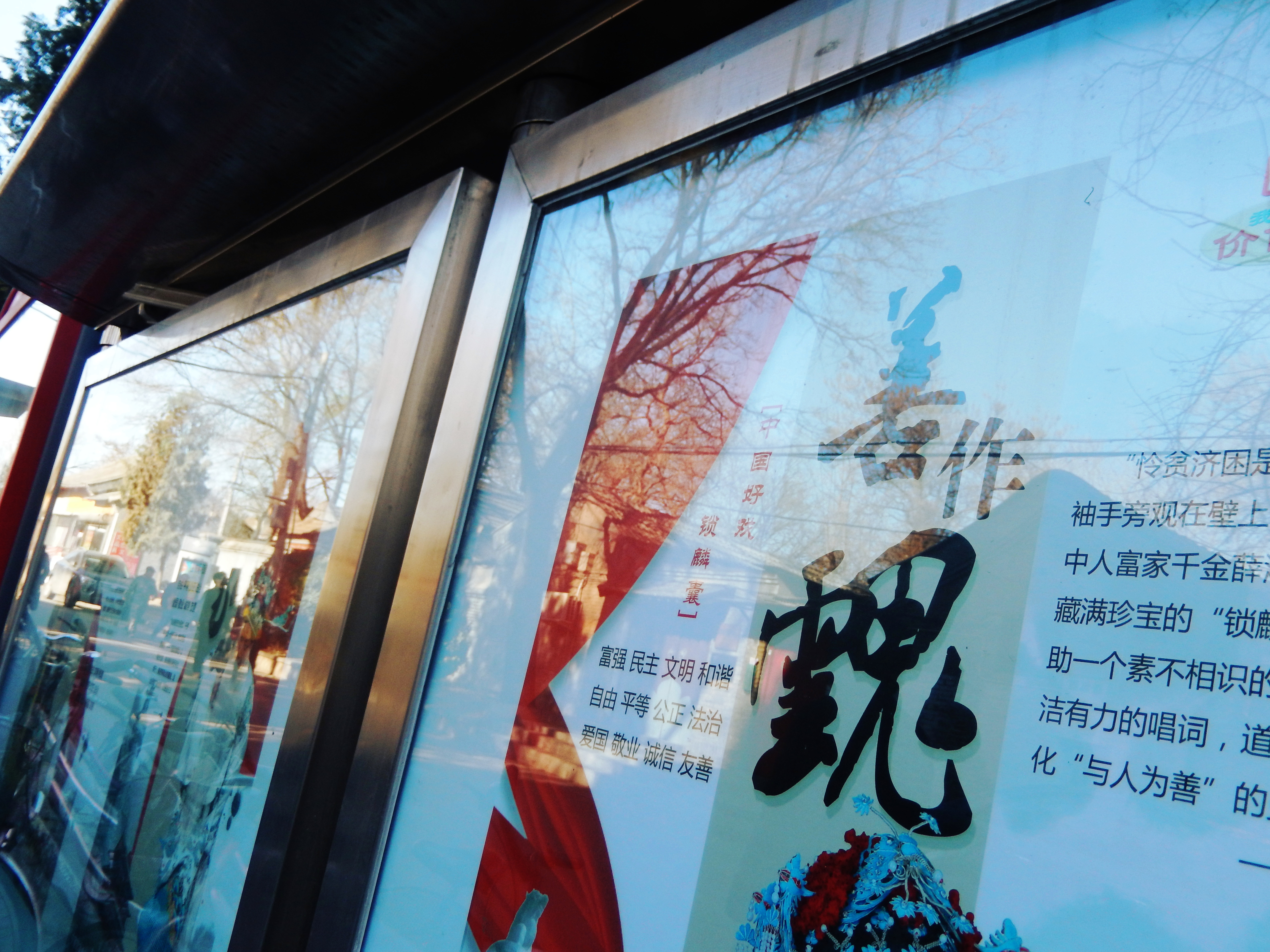
「云」은 雲의 간체자라는 사실에서 「魂」에도 이를 적용시킨 자형.

- 주로 간체자를 번체자로 고칠 때에 일어난다. 이는 본래 별개의 한자였던 것을 간략화할 때 하나의 한자로 통합시킨 경우에 발생하는 일이 많다. 이를테면 「后」라는 한자는 원래 왕비라는 의미를 가진 한자지만, 「後」의 간체자이기도 하다. 이 사실에서 「后」에 대응하는 번체자는 모두 「後」일 것이라는 오해에 따라, 「西太后」가 「西太後」로 오기되는 일도 있다.

## 같이 보기
- 어형성